# オリー・スミス
オリー・スミス（Ollie Smith、2000年8月7日 - ）は、ユナイテッド・ラグビー・チャンピオンシップ、グラスゴー・ウォリアーズに所属するラグビー選手。

## プロフィール
- スコットランド・プレストウィック出身[1]。
- ポジションはセンター(CTB)、フルバック(FB)。
- 身長 188cm、体重 90kg
- U20スコットランド代表に選ばれたことがある[2]。
- スコットランド代表キャップは9（2024年3月現在）でラグビーワールドカップ2023のスコットランド代表に選ばれたことがある[3]。

## 略歴
2018年、グラスゴー・ウォリアーズに加入。